# 13e étape du Tour de France 2008
Pour un article plus général, voir Tour de France 2008.
La 13e étape du Tour de France 2008 s'est déroulée le 18 juillet. Le parcours de 182 km reliait Narbonne à Nîmes.

## Profil de l'étape
Cette étape est longue de 182 kilomètres. Elle part de Narbonne, dans l'Aude, et se conclut à Nîmes, dans le Gard, après avoir traversé le département de l'Hérault. Les trois côtes de 4e catégories sont situées dans ce département. Il s'agit de la côte de la Resclauze (62e km), de la côte de Puéchabon (106e km) et du Pic Saint-Loup (126e km). Les deux sprints intermédiaires sont situés à Saint-Bauzille-de-Montmel et Villevieille.

## La course
Niki Terpstra (Team Milram) et Florent Brard (Cofidis) se détachent dès le premier kilomètre de la course, ils ont un avantage maximal de 9 min 55 s au km 21 puis leur avance diminue progressivement jusqu'à 1 min 50 s au km 139. Terpstra s'échappe au sprint de Villevieille et se maintient seul en tête jusqu'à 10 km de l'arrivée tandis que Stéphane Augé lui aussi de la Cofidis rejoint Florent Brard mais ne peut rattraper Terpstra et se fait rejoindre par le peloton peu avant que Terpstra na se fasse lui aussi rattrapé. Groupé, le peloton doit faire face aux attaques de Steff Clement mais surtout de Sylvain Chavanel qu'il réussit à juguler avant d'arriver groupé sur la ligne d'arrivée et pour la 4e fois le sprint est remporté par Mark Cavendish.

## Sprints intermédiaires
| Premier   | Niki Terpstra       | 6 pts. |
| Deuxième  | Florent Brard       | 4 pts. |
| Troisième | Juan Antonio Flecha | 2 pts. |

| Premier   | Niki Terpstra | 6 pts. |
| Deuxième  | Florent Brard | 4 pts. |
| Troisième | Stéphane Augé | 2 pts. |

## Côtes
| Premier   | Florent Brard  | 3 pts. |
| Deuxième  | Niki Terpstra  | 2 pts. |
| Troisième | Sebastian Lang | 1 pts. |

| Premier   | Florent Brard | 3 pts. |
| Deuxième  | Niki Terpstra | 2 pts. |
| Troisième | Bernhard Kohl | 1 pts. |

| - 3. Pic Saint-Loup, 4e catégorie (kilomètre 126) \| Premier \| Florent Brard \| 3 pts. \| \| Deuxième \| Niki Terpstra \| 2 pts. \| \| Troisième \| Sebastian Lang \| 1 pts. \| |                |        |
| Premier | Florent Brard  | 3 pts. |
| Deuxième | Niki Terpstra  | 2 pts. |
| Troisième | Sebastian Lang | 1 pts. |

## Classement de l'étape
| Classement de la 13e étape | Classement de la 13e étape | Classement de la 13e étape | Classement de la 13e étape | Classement de la 13e étape |
|                            | Coureur                    | Pays                       | Équipe                     | Temps                      |
| -------------------------- | -------------------------- | -------------------------- | -------------------------- | -------------------------- |
| 1er                        | Mark Cavendish             | GBR                        | Team Columbia              | en 4 h 25 min 42 s         |
| 2e                         | Robbie McEwen              | AUS                        | Silence-Lotto              | m.t.                       |
| 3e                         | Romain Feillu              | FRA                        | Agritubel                  | m.t.                       |
| 4e                         | Heinrich Haussler          | GER                        | Gerolsteiner               | m.t.                       |
| 5e                         | Óscar Freire               | ESP                        | Rabobank                   | m.t.                       |
| 6e                         | Thor Hushovd               | NOR                        | Crédit agricole            | m.t.                       |
| 7e                         | Leonardo Duque             | COL                        | Cofidis                    | m.t.                       |
| 8e                         | Erik Zabel                 | GER                        | Team Milram                | m.t.                       |
| 9e                         | Julian Dean                | NZL                        | Garmin Chipotle            | m.t.                       |
| 10e                        | Sébastien Chavanel         | FRA                        | Française des jeux         | m.t.                       |
| modifier                   |                            |                            |                            |                            |

## Classement général
| Classement général | Classement général    | Classement général | Classement général | Classement général  |
|                    | Coureur               | Pays               | Équipe             | Temps               |
| ------------------ | --------------------- | ------------------ | ------------------ | ------------------- |
| 1er                | Cadel Evans           | AUS                | Silence-Lotto      | en 54 h 48 min 47 s |
| 2e                 | Fränk Schleck         | LUX                | Team CSC Saxo Bank | + 01 s              |
| 3e                 | Christian Vande Velde | USA                | Garmin Chipotle    | + 38 s              |
| 4e                 | Bernhard Kohl         | AUT                | Gerolsteiner       | + 46 s              |
| 5e                 | Denis Menchov         | RUS                | Rabobank           | + 57 s              |
| 6e                 | Carlos Sastre         | ESP                | Team CSC Saxo Bank | + 1 min 28 s        |
| 7e                 | Kim Kirchen           | LUX                | Team Columbia      | + 1 min 56 s        |
| 8e                 | Vladimir Efimkin      | RUS                | AG2R-La Mondiale   | + 2 min 32 s        |
| 9e                 | Mikel Astarloza       | ESP                | Euskaltel-Euskadi  | + 3 min 51 s        |
| 10e                | Vincenzo Nibali       | ITA                | Liquigas           | + 4 min 18 s        |
| modifier           |                       |                    |                    |                     |

## Classements annexes

### Classement par points
| Classement par points | Classement par points | Classement par points | Classement par points | Classement par points |
| --------------------- | --------------------- | --------------------- | --------------------- | --------------------- |
|                       | Coureur               | Pays                  | Équipe                | Point(s)              |
| 1er                   | Óscar Freire          | ESP                   | Rabobank              | 184 points            |
| 2e                    | Mark Cavendish        | GBR                   | Team Columbia         | 156 pts               |
| 3e                    | Thor Hushovd          | NOR                   | Crédit agricole       | 156 pts               |
| modifier              |                       |                       |                       |                       |

### Classement de la montagne
| Classement du meilleur grimpeur | Classement du meilleur grimpeur | Classement du meilleur grimpeur | Classement du meilleur grimpeur | Classement du meilleur grimpeur |
| ------------------------------- | ------------------------------- | ------------------------------- | ------------------------------- | ------------------------------- |
|                                 | Coureur                         | Pays                            | Équipe                          | Point(s)                        |
| 1er                             | Sebastian Lang                  | GER                             | Gerolsteiner                    | 60 points                       |
| 2e                              | Bernhard Kohl                   | AUT                             | Gerolsteiner                    | 57 pts                          |
| 3e                              | Fränk Schleck                   | LUX                             | Team CSC Saxo Bank              | 46 pts                          |
| modifier                        |                                 |                                 |                                 |                                 |

### Classement du meilleur jeune
| Classement général du meilleur jeune | Classement général du meilleur jeune | Classement général du meilleur jeune | Classement général du meilleur jeune | Classement général du meilleur jeune |
|                                      | Coureur                              | Pays                                 | Équipe                               | Temps                                |
| ------------------------------------ | ------------------------------------ | ------------------------------------ | ------------------------------------ | ------------------------------------ |
| 1er                                  | Vincenzo Nibali                      | ITA                                  | Liquigas                             | en 54 h 53 min 05 s                  |
| 2e                                   | Maxime Monfort                       | BEL                                  | Cofidis                              | + 2 min 49 s                         |
| 3e                                   | Roman Kreuziger                      | CZE                                  | Liquigas                             | + 2 min 53 s                         |
| modifier                             |                                      |                                      |                                      |                                      |

### Classement par équipes
| Classement par équipes | Classement par équipes | Classement par équipes | Classement par équipes |
|                        | Équipe                 | Pays                   | Temps                  |
| ---------------------- | ---------------------- | ---------------------- | ---------------------- |
| 1re                    | Team CSC Saxo Bank     | Danemark               | en 155 h 18 min 31 s   |
| 2e                     | AG2R-La Mondiale       | France                 | + 4 min 49 s           |
| 3e                     | Gerolsteiner           | Allemagne              | + 15 min 23 s          |
| modifier               |                        |                        |                        |

### Combativité
Niki Terpstra (Team Milram)